# Take Me to Church
A Take Me to Church az ír zenész-énekes Hozier zenéje. A dal 2013. szeptember 13-án jelent meg debütáló kislemezként. Eredetileg az azonos című bővített albumán szerepelt, majd 2014-es debütáló albumának, a Hozier-nek a nyitódarabja volt. Az akkor még nehéz sorsú zenész, Hozier a szülei  Wiclow megyei házának padlásán vette fel a zenét. A középtempós soul dal szövege vallási terminológiát használ, hogy leírjon egy romantikus kapcsolatot az egyházi diszkriminációval szemben. A dal felkeltette a Rubyworks Records figyelmét, ahol Rob Kirwan producer működött együtt Hozierrel a végleges felvételen.
A hozzá tartozó klipet 2013 szeptemberében mutatták be Brendan Canty, Emmet O'Brien és Conal Thomson rendezésében. A fekete-fehérben forgatott klip két férfi romantikus kapcsolatát és az azt követő erőszakos homofób visszahatást mutatja be. A videó 2013 szeptemberi YouTube-megjelenésekor gyorsan vírusszerűen terjedt, ami Hozier későbbi licenceléséhez vezetett az amerikai Columbia Records és a brit Island Records lemezkiadóval. A dal 2014-ben széleskörű globális népszerűséget ért el, 12 országban vezette a slágerlistákat, és 21 másik területen a top 10-be került. A dal a kritikusok elismerését is megkapta.
A Shazam és a Spotify zenei platformok segítségével az Egyesült Államokban rockrádiós slágerré vált, a dal 23 egymást követő héten át vezette a Hot Rock Songs listát, és az Imagine Dragons Radioactive című dalával holtversenyben a leghosszabb ideig volt első a lista történetében (akkoriban). A Take Me to Church később átkerült a Billboard Hot 100-as listájára, ahol 2014 decemberében a második helyen állt. A dalt az 57. Grammy-gálán az év dalának járó Grammy-díjra jelölték, és az Egyesült Államokban gyémánt minősítést kapott.

## Háttér és kompozíció
2013-ban Hozier egy küszködő zenész volt, akit gyakran láttak Dublin környékén nyílt mikrofonos esteken. Ebben az időszakban írta meg a Take Me to Church című számot szülei otthonában, az írországi Wicklow megyei Brayban, és a padlásukon vett fel egy nyers demót egy programozott háttérsávval. A zenét egy nehéz szakítás után vette fel, ahogy később megjegyezte, hogy "a vokálokat a padlásomon vettük fel hajnali 2 órakor. Szóval ez egy igazi házi munka". Három hónapba telt a megírása, és csak két zenész szerepel rajta: Hozier és a dobos Fiachra Kinder. A demó felkeltette a Rubyworks független kiadó figyelmét, amely Rob Kirwan producerrel hozta össze. A dalt élő hangszereléssel áthangosították, de az eredeti demó vokálját megtartották, mert Kirwan elég "erősnek" találta ahhoz, hogy megmaradjon.
A zene szövege egy metafora, ahol a lírai én a szerelmét a valláshoz hasonlítja.

## Fordítás
Ez a szócikk részben vagy egészben  a   Take Me to Church című angol Wikipédia-szócikk ezen változatának fordításán alapul.  Az eredeti cikk szerkesztőit annak laptörténete sorolja fel. Ez a jelzés csupán a megfogalmazás eredetét és a szerzői jogokat jelzi, nem szolgál a cikkben szereplő információk forrásmegjelöléseként.